# Saturday Looks Good to Me
Saturday Looks Good to Me ist eine US-amerikanische Indie-Band aus Ann Arbor, Michigan. Ihr Stil ist eine Mischung aus Twee-, Chamber- und Indie-Pop.

## Bandgeschichte
Saturday Looks Good to Me wurde 2000 von Fred Thomas (ex-Flashpapr/Lovesick) gegründet. Zunächst alleine spielte er neun Songs ein, die er 2000 auf Vinyl pressen ließ. Saturday Looks Good to Me war nicht sein einziges Projekt zu jener Zeit, gleichzeitig veröffentlichte er auch mit Cruel August Moon Musik. Saturday Looks Good to Me basierte auf seinem Interesse an Motown und 60er Pop, auf den ersten Veröffentlichungen basierte die Musik im Wesentlichen auf Brian Wilson und Phil Spector mit dezenten Indie-Rock-Anklängen. Das erste Album, 2002 auf CD wiederveröffentlicht, erregte die Aufmerksamkeit der Emoband Saves the Day, die ein Angebot machte, Saturday Looks Good to Me mit auf Tour zu nehmen.
So musste Fred Thomas eine Band um sich versammeln. Die Band tourte dann mit Saves the Day durch die Vereinigten Staaten und unterschrieb beim Independent-Label Polyvinyl Records. Dort erschien 2003 das Album All Your Summer Songs, dicht gefolgt von Every Night im gleichen Jahr.
2006 folgte die Kompilation Sound on Sound, eine Zusammenfassung der zahlreichen EPs und CD-Rs.
2007 folgte Fill Up the Room, danach konzentrierte sich Thomas auf seine anderen Bands City Center sowie Swimsuit und arbeitete als Produzent für diverse Independent-Bands. Saturday Looks Good to Me wurden anschließend aufgelöst.
2012 erschien die Single Sunglasses mit einer neu formierten Band sowie das Album One Kiss Ends It All.

## Diskografie
Alben
- 2000: Saturday Looks Good to Me (LP: 2000/ CD: 2002, hereforalways)
- 2000: Cruel August Moon (CD, Little Hands)
- 2003: All Your Summer Songs (LP/CD, Polyvinyl Records)
- 2004: Every Night (LP/CD, Polyvinyl Records)
- 2007: Fill Up the Room (LP/CD, K)
- 2013: One Kiss Ends It All (Polyvinyl Records)

Kompilationen
- 2003: 2003 (Eigenproduktion)
- 2006: Sound on Sound (Redder Records)
- 2013: Love Will Find You (Polyvinyl Records)

Singles und EPs
- 2003: Diary (MCD, Polyvinyl Records)
- 2003: Christmas Blues/Will U Still (Single, Polyvinyl Records)
- 2003: Alcohol (7″, Audiopants)
- 2003: This Time Every Year (7″, Sonic Syrup)
- 2003: Until the World Stops Swinging (7″, Latest Flame Records)
- 2004: I Don’t Wanna Go/Disaster (7″, We’re Twins Records)
- 2004: The Girl’s Distracted (7″, Antenna Farm Records)
- 2006: No! (7″, Pedal Bark Records)
- 2007: Money in the Afterlife/All the Sidewalk Birds (7″, Ernest Jenning Record Co.)
- 2007: Cold Colors (12″/MCD, Polyvinyl Records)
- 2008: Dianne Falling Off Her Horse/Springtime Judgement (7″, Ernest jenning Record Co.)
- 2012: Sunglasses (7″, Polyvinyl Records)

Split-Veröffentlichungen
- 2005: Parking Lot Blues/The State of Harmony (Split-7″ mit Speedmarket Avenue, Fickle Fame)
- 2008: Four-Way-Split (7″ mit Emily Jane Powers, Impossible Shapes & Friends (People  in a Position to Know))
- 2012: Live Split Cassette (Split-MC mit Milk Teddy, Knock Yr Socks Off Records)
- 2012: Split-7 mit Traffic Light (Violet & Claire)
- 2014: FITS 8 (Split-MC mit Tyvek, Life Like)

Weitere Veröffentlichungen
- 2006: World Branches/Nobody Knows (MC, Sanitary Records)
- 2007: Green Mansions (LP, Single Sided, Ypsilanti Records)
- 2012: Tour Tape (MC, Life Like)
- 2013: Forever/Inside (MC, Life Like)
- 2014: Evan Knows I’m Miserable Now (MC, Rat King Records)
- 2016: Ann Arbor District Library - April 22nd, 2013 (MC, Life Like)